# 300 Worte Deutsch
300 Worte Deutsch  (tysk: 300 ord tysk) er en tysk komediefilm fra 2013.
I hovedrollen ses Lale Demirkan (Pegah Ferydoni), der skal undervise brude fra Tyrkiet i tysk, så de kan blive i Tyskland.

## Plot
Hodjaen Cengiz Demirkan (Vedat Erincin) har arrangeret brude til de lokale muslimske tysk-tyrkiske mænd i Köln. Brudene kommer fra Tyrkiet og har med hodjaens hjælp formået at kunne komme til Tyskland uden at bestå den krævede sprogtest. Svindlen bliver dog hurtigt afsløret, og brudene har nu få uger til at lære tysk eller alternativt forlade landet. Hodjaens datter Lale (Pegah Ferydoni) melder sig til at undervise dem og får stillet et lokale til rådighed af Marc Rehmann (Christoph Letkowski) fra Kölns udlændingestyrelse. I løbet af dagene udvikler Lala og Marc et romantisk forhold til stor gene for hodjaen samt Marcs chef og onkel Ludwig Sarheimer (Christoph Maria Herbst). De arrangerede ægteskaber udvikler sig ligeledes i forskellige retninger.
Filmen når sit klimaks, da Sarheimer får gennemført, at brudene skal sendes tilbage til Tyrkiet, hvorfor de bliver transporteret til lufthavnen af politiet. Lale og Marc lykkes i at stoppe politibilen ved at stille sig ude på vejen, men bilen kører ved et uheld en smule frem, og de bliver slået omkuld. Scenen slutter med, at bruddene, deres ægtemænd, hodjaen og Sarheimer står rundt om dem. Lale og Marc er bevidstløse og det er uklart, om de er kommet noget videre til.
Næste scene foregår på hospitalet, hvor det viser sig, at Lale har født sit og Marcs fælles barn. Hodjaen og Sarheimer har i mellemtiden accepteret deres forhold.
Resten af handlingen rundes af, mens karaktererne danser til sangen Orang Utan af Müslüm.